# Sunderland Albion F.C.
Sunderland Albion Football Club var en fodboldklub i Sunderland, som var aktiv i årene 1888-92, og som blev oprettet som reaktion på den kommercielle udvikling i Sunderland A.F.C. Fjendtligheden mellem de to klubber var så stor, at da de i 1888-89 blev udtrukket til at spille mod hinanden i både FA Cup og Durham Challenge Cup, valgte Sunderland at trække sig for ikke at give Albion billetindtægter.
1888-89
I FA Cup 1888-89 klarede de sig gennem de fire kvalifikationsrunder (8-2 over Shankhouse FC, 2-1 over Newcastle West End FC, 5-2 over Birtley FC og walkover mod Sunderland A.F.C.) , men røg ud i første regulære runde, hvor Grimsby Town F.C. slog dem 3-1.
1889-90
Sunderland Albion opnåede en tredjeplads i Football Alliance i 1889-90. I årets FA Cup blev de diskvalificeret efter at have benyttet en spiller, som også var registreret for en skotsk klub.
1890-91
I  1890-91 kom klubben på andenpladsen i Football Alliance. Klubben spillede også i Northern League, hvor det blev til en tredjeplads.
I FA Cuppen nåede klubben efter fire kvalifikationsrunder frem til 2. runde (8-2 over Gateshead Association FC, walkover mod Whitburn FC, 3-0 over Newcastle West End FC, og i fjerde kvalifikationsrunde 2-0 over Newcastle East End FC efter omkamp (2-2 i den ordinære kamp)). I første runde vandt de 2-0 over 93rd Highland Regiment FC, og i anden runde spillede de 1-1 mod Nottingham Forest FC og 3-3 i første omkamp, hvorefter de tabte 5-0 i anden omkamp.
1891-92
Sunderland Albion søgte om at komme med i The Football League 1891-92, men blev ikke valgt. Da ærkerivalerne fra Sunderland A.F.C. endda vandt turneringen og blev engelske mestre, var Albion i dyb krise. I Northern League blev det til en sjetteplads.
I FA Cup 1891-92 kom klubben frem til 2. runde. I første runde spillede de 1-2 mod Birmingham St George's FC, men kampen blev erklæret ugyldig og Albion vandt omkampen 4-0. I anden runde var det igen Nottingham Forest FC, som slog dem ud, denne gang med 1-0.
1892-93
Igen i denne sæson søgte klubben om at komme med i The Football League, men da hovedsponsoren efter en langvarig strejke lukkede, måtte klubben også opgive.